# Scars (canção de X Japan)
"Scars" é o décimo quinto single do grupo musical japonês X Japan, lançado em 18 de novembro de 1996. Como lado-b, o single traz uma versão remixada da canção "White Poem I".

## Desempenho comercial
Alcançou a décima quinta posição na Oricon, ficando na parada por nove semanas.

## Faixas
| N.º | Título                      | Letras  | Duração |  |
| 1.  | "Scars"                     | hide    | 5:05    |  |
| 2.  | "White Poem I (M.T.A. Mix)" | Yoshiki | 3:28    |  |

## Créditos
- Toshi – vocais
- Pata – guitarra
- hide – guitarra
- Heath – baixo
- Yoshiki – bateria